# Seznam letalskih akrobatskih skupin
Seznam najpomembnejših vojaških letalskih akrobatskih skupin.
Take skupine so predvsem skupine lastnih vojnih letalstev in vojaških letal za javno predstavitev, ki jih uporabljajo.

## Seznam po državah

### A
- Avstralija
Roulettes (AKVL)

### Č
- Čile
Los Halcones

### F
- Francija
Patruille de France

### H
- Hrvaška
Krila Oluje

### I
- Indija
Sarang (IVL) (helikopterska skupina)
Surja Kiran (Sončni žarki) (IVL)
- Italija
Frecce Tricolori

### J
- Japonska
Blue Impulse

### K
- Kanada
Snowbirds (KOS)

- Ljudska republika Kitajska
1. avgust

### R
- Rusija
Ruski vitezi (Ruskije vitjazi)

### Š
- Španija
Patruilla Aguila

- Švica
Patruille Suisse

### T
- Turčija
Turške zvezde (TVL)

### U
- Ukrajina
Ukrajinski sokoli (Українські Соколи, Ukrajins'ki Sokoli)

### Z
- Združene države Amerike
Modri angeli (Blue Angels) (VM ZDA)
Thunderbirds (VL ZDA)

- Združeno kraljestvo
Blue Eagles (Modri orli)
Rdeče puščice (Red Arrows)